# Neactaeonina inexpectata
Neactaeonina inexpectata är en snäckart som beskrevs av Dell 1956. Neactaeonina inexpectata ingår i släktet Neactaeonina och familjen Acteonidae. Inga underarter finns listade i Catalogue of Life.